# Cordão de Pássaros
O Cordão de Pássaro ou Pássaro Junino é uma manifestação cultural tipicamente paraense, não sendo registrada fora do seu estado de origem. Nos dias de hoje, é composto por basicamente dois tipos: o Cordão de Pássaro propriamente dito, ou Pássaro Meia Lua do meio rural, interiorano, e o Pássaro Melodrama Fantasia, nas regiões urbanas (notadamente em Belém), onde apresenta características tomadas por empréstimo de óperas e operetas, sendo chamado às vezes de "Ópera Cabocla".
Em 2009, o Pássaro Junino foi declarado Patrimônio Cultural de Natureza Imaterial do Estado do Pará.

## Histórico
A origem do Cordão de Pássaro é incerta, mas sugere-se que tenha surgido no século XIX entre escravizados, nas mesmas rodas de capoeira e carimbó onde estes se divertiam. Deve-se ressaltar que embora tenha elementos folclóricos, o Cordão de Pássaro é, na verdade, uma forma de teatro popular, com raízes na Renascença e até mesmo na Idade Média.
Populares até meados do século XX, juntamente com outras formas de folguedos teatralizados como o boi-bumbá, os grupos de Pássaros Juninos apresentavam-se em tablados de construção própria, circos, áreas cedidas pela prefeitura de Belém, cinemas populares, e até mesmo em teatros, como o Teatro São Cristóvão (o qual ficou conhecido justamente como Teatro dos Pássaros). Todavia, por vários fatores, esta arte cênica entrou em decadência a partir da década de 1960, quando a maioria dos espaços para apresentações foram sendo fechados.
No início do século XXI, a sobrevivência da ópera cabocla depende em grande parte de verbas oficiais, seja do governo do estado do Pará, ou da prefeitura de Belém, apresentando-se quase sempre apenas na época dos festejos juninos.

## Apresentação
As duas variantes dos Pássaros Juninos diferenciam-se não somente pela complexidade, mas também pela forma de apresentação:
- Cordão de Pássaro: os participantes formam um semicírculo ou meia-lua e permanecem o tempo todo no espaço de apresentação, somente se deslocando para o centro no momento da sua performance e retornando à posição original em seguida.[1]
- Pássaro Melodrama Fantasia: exige um espaço cênico mais elaborado, com coxias, camarins para troca de figurinos e até mesmo "ponto" (para "soprar" as falas para os atores). Todavia, diferentemente do teatro tradicional, geralmente não apresentam cenários.[1]

## Enredo
A trama básica pode ser descrita da seguinte maneira:
- Um caçador fere (ou mata) um pássaro de estimação;
- O caçador é perseguido e preso por índios que o levam ao guardião do pássaro;
- O guardião leva o caçador à presença do dono do pássaro;
- Ameaçado de receber uma punição severa, o caçador implora misericórdia;
- O dono do pássaro promete perdoar o caçador se ele curar (ou ressuscitar) o pássaro.

## Personagens
Em ambas as variantes dos Cordões Juninos, há personagens e funções dramáticas comuns:
- Porta-pássaro: representa o Pássaro e é interpretado por uma menina, vestida luxuosamente (em comparação com os demais);
- Nobres: podem também ser Coronéis ou Fazendeiros; representam o poder socioeconômico, a classe dominante;
- Caçador: um dos principais personagens da peça;
- Matutos: fazem a parte cômica do espetáculo e se vestem com fantasias de festa junina (homens de chapéu de palha e camisa xadrez, mulheres de vestido de chita);
- Fada: personagem retirado dos contos de fada europeus, inclusive com a varinha de condão; representa o Bem, que sempre vence;
- Pajé: realiza curas físicas e espirituais;
- Feiticeira: também pode ser chamada de "Mãe de Santo"; representa o mal e é auxiliada por "Filhas de Santo";
- Tuxaua ou Morubixaba: chefe da tribo, protetor da floresta e guardião do Pássaro. Responsável por prender o Caçador.